# Liorhyssus hyalinus
Liorhyssus hyalinus är en insektsart som först beskrevs av Fabricius 1794.  Liorhyssus hyalinus ingår i släktet Liorhyssus och familjen smalkantskinnbaggar. Arten är reproducerande i Sverige. Inga underarter finns listade i Catalogue of Life.

## Bildgalleri

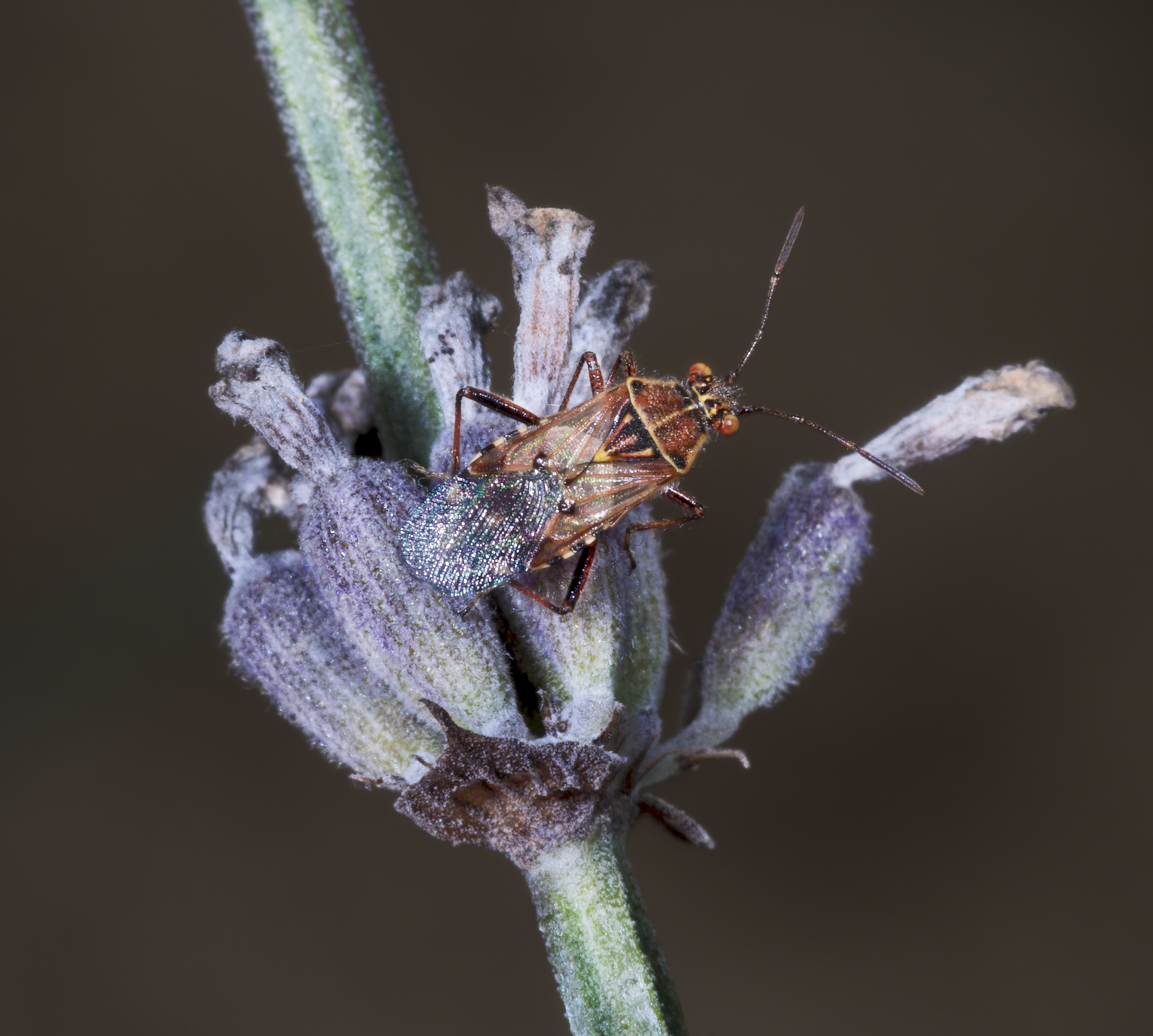